# Joseph Wright (lingüista)
Joseph Wright (31 de octubre de 1855 – 27 de febrero de 1930) fue un destacado filólogo y dialectólogo inglés. De 1901 a 1925 fue catedrático de Lingüística histórica en la Universidad de Oxford. 

## Biografía
Autodidacta, de una familia muy humilde, de niño no tuvo una educación formal y aunque no aprendió a leer hasta tener 15 años, llegó a aprender latín, francés, alemán, sánscrito, sajón antiguo, inglés antiguo y medio, gótico, galés, lituano, ruso y nórdico antiguo, entre otras lenguas.
Entre 1898 y 1905 recopiló alrededor de 500 000 términos para incorporarlos en los seis volúmenes de su English Dialect Dictionary, publicado en 1905.
Entre sus alumnos más destacados se encontraba J. R. R. Tolkien, quien se influenció por las enseñanzas de Wright, a quien consideró su mentor, y con quien también estudió el galés.

## Publicaciones
- Primer of the Gothic Language
- Grammar of the Gothic Language
- English Dialect Dictionary